# Epiplema lucinotata
Epiplema lucinotata är en fjärilsart som beskrevs av Walker 1862. Epiplema lucinotata ingår i släktet Epiplema och familjen Uraniidae. Inga underarter finns listade i Catalogue of Life.